# Uche Okafor
Uchenna Kizito "Uche" Okafor (Owerri, 8 de agosto de 1967 - Little Elm, Estados Unidos, 6 de janeiro de 2011) foi um futebolista nigeriano.

## Carreira
Por clubes, jogou por ACB Lagos, KRC Mechelen, Namur, Le Touquet, Hannover 96, Leiria, Maccabi Ironi Ashdod, Farense e Kansas City Wizards (atual Sporting Kansas City), onde encerrou a carreira em 2000.

## Seleção
Okafor participou de duas Copas do Mundo: 1994 e 1998, ambas como reserva. Jogou uma única partida em 1998, contra o Paraguai.

## Falecimento
Okafor morreu em janeiro de 2011, numa cidade próxima a Dallas, com suspeita, pela polícia, de que tenha se suicidado.

## Títulos
Nigéria
- Copa das Nações Africanas: 1994